# OpenCL
OpenCL (Open Computing Language, en español lenguaje de computación abierto) consta de una interfaz de programación de aplicaciones y de un lenguaje de programación. Juntos permiten crear aplicaciones con paralelismo a nivel de datos y de tareas que pueden ejecutarse tanto en unidades centrales de procesamiento como unidades de procesamiento gráfico. El lenguaje está basado en C99, eliminando cierta funcionalidad y extendiéndolo con operaciones vectoriales.
Apple creó la especificación original y fue desarrollada en conjunto con AMD, IBM, Intel y NVIDIA. Apple la propuso al Grupo Khronos para convertirla en un estándar abierto y libre de derechos. El 16 de junio de 2008 Khronos creó el Compute Working Group para llevar a cabo el proceso de estandarización. En 2013 se publicó la versión 2.0 del estándar.
OpenCL forma parte de Mac OS X v10.6 ('Snow Leopard'), mientras que AMD decidió apoyar OpenCL en lugar de su antigua API Close to Metal.

 Intel también dispone de su propio entorno de desarrollo y NVIDIA además de tener su propia API para chips gráficos llamada CUDA, también admite OpenCL.

## Ejemplo
Este ejemplo calcula una Transformada rápida de Fourier. Las llamadas a la API son las siguientes:
```
// create a compute context with GPU device

context
 
=
 
clCreateContextFromType
(
CL_DEVICE_TYPE_GPU
);

// create a work-queue

queue
 
=
 
clCreateWorkQueue
(
context
,
 
NULL
,
 
NULL
,
 
0
);

// allocate the buffer memory objects

memobjs
[
0
]
 
=
 
clCreateBuffer
(
context
,
 
CL_MEM_READ_ONLY
 
|
 
CL_MEM_COPY_HOST_PTR
,
 
sizeof
(
float
)
*
2
*
num_entries
,
 
srcA
);

memobjs
[
1
]
 
=
 
clCreateBuffer
(
context
,
 
CL_MEM_READ_WRITE
,
 
sizeof
(
float
)
*
2
*
num_entries
,
 
NULL
);

// create the compute program

program
 
=
 
clCreateProgramFromSource
(
context
,
 
1
,
 
&
fft1D_1024_kernel_src
,
 
NULL
);

// build the compute program executable

clBuildProgramExecutable
(
program
,
 
false
,
 
NULL
,
 
NULL
);

// create the compute kernel

kernel
 
=
 
clCreateKernel
(
program
,
 
“
fft1D_1024
”
);

// create N-D range object with work-item dimensions

global_work_size
[
0
]
 
=
 
n
;

local_work_size
[
0
]
 
=
 
64
;

range
 
=
 
clCreateNDRangeContainer
(
context
,
 
0
,
 
1
,
 
global_work_size
,
 
local_work_size
);

// set the args values

clSetKernelArg
(
kernel
,
 
0
,
 
(
void
 
*
)
&
memobjs
[
0
],
 
sizeof
(
cl_mem
),
 
NULL
);

clSetKernelArg
(
kernel
,
 
1
,
 
(
void
 
*
)
&
memobjs
[
1
],
 
sizeof
(
cl_mem
),
 
NULL
);

clSetKernelArg
(
kernel
,
 
2
,
 
NULL
,
 
sizeof
(
float
)
*
(
local_work_size
[
0
]
+
1
)
*
16
,
 
NULL
);

clSetKernelArg
(
kernel
,
 
3
,
 
NULL
,
 
sizeof
(
float
)
*
(
local_work_size
[
0
]
+
1
)
*
16
,
 
NULL
);

 
// execute kernel

clExecuteKernel
(
queue
,
 
kernel
,
 
NULL
,
 
range
,
 
NULL
,
 
0
,
 
NULL
);

```

El cómputo en sí es este:
```
// This kernel computes FFT of length 1024. The 1024 length FFT is decomposed into 

// calls to a radix 16 function, another radix 16 function and then a radix 4 function 

__kernel
 
void
 
fft1D_1024
 
(
__global
 
float2
 
*
in
,
 
__global
 
float2
 
*
out
,
 

                          
__local
 
float
 
*
sMemx
,
 
__local
 
float
 
*
sMemy
)
 
{
 

  
int
 
tid
 
=
 
get_local_id
(
0
);
 

  
int
 
blockIdx
 
=
 
get_group_id
(
0
)
 
*
 
1024
 
+
 
tid
;
 

  
float2
 
data
[
16
];
 

  
// starting index of data to/from global memory 

  
in
 
=
 
in
 
+
 
blockIdx
;
  
out
 
=
 
out
 
+
 
blockIdx
;
 

  
globalLoads
(
data
,
 
in
,
 
64
);
 
// coalesced global reads 

  
fftRadix16Pass
(
data
);
      
// in-place radix-16 pass 

  
twiddleFactorMul
(
data
,
 
tid
,
 
1024
,
 
0
);
 

  
// local shuffle using local memory 

  
localShuffle
(
data
,
 
sMemx
,
 
sMemy
,
 
tid
,
 
(((
tid
 
&
 
15
)
 
*
 
65
)
 
+
 
(
tid
 
>>
 
4
)));
 

  
fftRadix16Pass
(
data
);
               
// in-place radix-16 pass 

  
twiddleFactorMul
(
data
,
 
tid
,
 
64
,
 
4
);
 
// twiddle factor multiplication 

  
localShuffle
(
data
,
 
sMemx
,
 
sMemy
,
 
tid
,
 
(((
tid
 
>>
 
4
)
 
*
 
64
)
 
+
 
(
tid
 
&
 
15
)));
 

  
// four radix-4 function calls 

  
fftRadix4Pass
(
data
);
 
fftRadix4Pass
(
data
 
+
 
4
);
 

  
fftRadix4Pass
(
data
 
+
 
8
);
 
fftRadix4Pass
(
data
 
+
 
12
);
 

  
// coalesced global writes 

  
globalStores
(
data
,
 
out
,
 
64
);
 

}

```